# Phyllastrephus hypochloris
Phyllastrephus hypochloris е вид птица от семейство Pycnonotidae.

## Разпространение
Видът е разпространен в Демократична република Конго, Кения, Судан, Танзания, Уганда и Южен Судан.